# Reiner Rübhausen
Reiner Rübhausen (* März 1960 in Königswinter) ist ein deutscher Sozialarbeiter und Kabarettist. Er war von 1996 bis 1998 Präsident der alternativen Kölner Karnevalsfeier Stunksitzung. 

## Leben
Rübhausen wuchs in Heisterbacherrott auf, studierte in Köln Sozialpädagogik und arbeitete zwanzig Jahre als Sozialarbeiter für die evangelische Kirche mit den Schwerpunkten Schuldnerberatung und Straffälligenhilfe. Er wohnt in Röcklingen, ist verheiratet und hat zwei Pflegekinder.

## Bühnenarbeit
Durch sein Studium in Köln kam Rübhausen auch in Kontakt mit der Szene der 1984 gegründeten Stunksitzung. Er wurde einer der zwei Dutzend Hauptakteure und übernahm nach Jürgen Becker den Vorsitz für drei Jahre. Heute ist er dort noch als Autor aktiv. Zudem besteht eine jahrelange Zusammenarbeit bei eigenen Bühnenauftritten mit Heiner Kämmer, der als Mitglied des 3Gestirns 2001 den Deutschen Kleinkunstpreis erhielt.

## Werke
- Reiner Rübhausen, Manfred Linke, Ansgar M. van Treek: Stunksitzung, Kiepenheuer & Witsch, 2003, ISBN 346203541X

## Quelle
- Rhein-Sieg-Anzeiger v. 19. Januar 2012, S. 41, Harald Röhrig: "Von Kölle zurück zu den Wurzeln"

| Personendaten    | Personendaten                            |
| ---------------- | ---------------------------------------- |
| NAME             | Rübhausen, Reiner                        |
| KURZBESCHREIBUNG | deutscher Sozialarbeiter und Kabarettist |
| GEBURTSDATUM     | März 1960                                |
| GEBURTSORT       | Königswinter                             |